# 크리시나 바랏
크리시나 바랏(Krishna Bharat, 1970년 1월 7일 ~ )은 구글의 인도 연구 과학자이다. 이전에는 시각적 검색 회사인 그로크스타일(Grokstyle Inc.)과 기계 학습을 기반으로 하는 관심사 검색 엔진 신생 기업인 레이저라이크(Laserlike Inc.)의 창립 고문이었다.
마운틴뷰의 구글에서 35개 이상의 언어로 된 25,000개 이상의 뉴스 웹사이트를 자동으로 인덱싱하여 뉴스 리소스 요약을 제공하는 서비스인 구글 뉴스를 개발하는 팀을 이끌었다. 2001년 9월 11일 공격 이후 상황을 파악하기 위해 구글 뉴스를 만들었다. 그 이후로 구글 서비스에서 인기 있는 제품이었다. 구글 뉴스는 페이지에서 일반 텍스트 검색을 제공하는 것 이상의 구글의 첫 번째 노력 중 하나였다.
다른 프로젝트 중에서 그는 인도 벵갈루루에 구글 인디아의 R&D 센터를 열었다.